# 巴町 (豊田市)
巴町（ともえちょう）は、愛知県豊田市の松平地区にある町名。3の小字が設置されている。

## 地理
豊田市南部、松平地区の西部に位置し、西から北は松平志賀町、南は岩倉町に接する。
宅地開発事業が進んだため、町内のほぼ全域が団地となっている。

### 小字
- カキタ
- 神田（かんだ）
- 細畑（ほそばた）

## 世帯数と人口
2019年（令和元年）7月1日現在の世帯数と人口は以下の通りである。
| 町丁 | 世帯数  | 人口  |
| ---- | ------- | ----- |
| 巴町 | 372世帯 | 985人 |

### 人口の推移
国勢調査による人口および世帯数の推移。
| 1995年（平成7年）  | 333世帯 1334人 |  |
| 2000年（平成12年） | 349世帯 1397人 |  |
| 2005年（平成17年） | 346世帯 1323人 |  |
| 2010年（平成22年） | 352世帯 1186人 |  |
| 2015年（平成27年） | 356世帯 1051人 |  |
| 2020年（令和2年）  | 363世帯 953人  |  |

## 学区
市立小・中学校に通う場合、学区は以下の通りとなる。
| 番・番地等 | 小学校             | 中学校             | 高等学校普通科 |
| ---------- | ------------------ | ------------------ | -------------- |
| 全域       | 豊田市立岩倉小学校 | 豊田市立松平中学校 | 三河学区       |

## 歴史

### 沿革
- 1986年（昭和61年）11月1日 - 松平志賀町・岩倉町の各一部より、巴町が成立[1][2]。

## 施設
- 松平団地公園
- 松平団地南ちびっこ広場

## その他

### 日本郵便
- 郵便番号 : 444-2224[WEB 2]（集配局：松平郵便局[WEB 11]）。

### WEB
1. 1 2 3  “豊田市の人口　2019年7月1日現在人口　詳細データ - 町別面積・人口・世帯数”.   豊田市 (2019年7月11日). 2020年11月20日閲覧。
2. 1 2  “愛知県豊田市の郵便番号一覧”.  日本郵便. 2021年1月8日閲覧。
3. ↑  “市外局番の一覧”.   総務省. 2020年11月20日閲覧。
4. ↑  総務省統計局 (2014年3月28日). “平成7年国勢調査の調査結果(e-Stat) - 男女別人口及び世帯数 －町丁・字等” (CSV). 2021年7月20日閲覧。
5. ↑  総務省統計局 (2014年5月30日). “平成12年国勢調査の調査結果(e-Stat) - 男女別人口及び世帯数 －町丁・字等” (CSV). 2021年7月20日閲覧。
6. ↑  総務省統計局 (2014年6月27日). “平成17年国勢調査の調査結果(e-Stat) - 男女別人口及び世帯数 －町丁・字等” (CSV). 2021年7月21日閲覧。
7. ↑  総務省統計局 (2012年1月20日). “平成22年国勢調査の調査結果(e-Stat) - 男女別人口及び世帯数 －町丁・字等” (CSV). 2021年7月21日閲覧。
8. ↑  総務省統計局 (2017年1月27日). “平成27年国勢調査の調査結果(e-Stat) - 男女別人口及び世帯数 －町丁・字等” (CSV). 2021年7月21日閲覧。
9. ↑  総務省統計局 (2022年2月10日). “令和2年国勢調査の調査結果(e-Stat) - 男女別人口，外国人人口及び世帯数－町丁・字等” (CSV). 2023年8月2日閲覧。
10. ↑  “2019年度豊田市立小中学校区一覧表” (PDF).   豊田市 (2019年6月26日). 2019年7月15日閲覧。
11. ↑  “郵便番号簿 2018年度版” (PDF).   日本郵便. 2019年6月10日閲覧。

### 書籍
1. ↑  「角川日本地名大辞典」編纂委員会 1989, p. 904.
2. ↑  深津重貞 1991, p. 49.